# الیزابت هندریکسون
 الیزابت هندریکسون (انگلیسی: Elizabeth Hendrickson؛ زادهٔ ۳ ژوئیهٔ ۱۹۷۹) یک هنرپیشه، و بازیگر سینما اهل ایالات متحده آمریکا است.